# Gladys Knight
Gladys Knight (Atlanta (Georgia), 28 mei 1944) is een Amerikaanse soulzangeres.

## Zangcarrière
Knight maakte in 1961 voor het eerst naam met Every Beat of My Heart met haar neven, die de groep The Pips vormden. Alhoewel ze nog een paar hits had, werd ze pas echt beroemd nadat ze voor het label Motown ging werken. Tot de hits van de groep behoorden Friendship Train, I Heard It through the Grapevine, If I Were Your Woman en Neither One of Us. Nog groter succes bracht de overstap naar Buddah Records in 1973. In het midden van de jaren zeventig piekte de populariteit van de groep met Midnight Train to Georgia en I've Got to Use My Imagination.
In 1989 zong ze de soundtrack van de gelijknamige James Bondfilm Licence to Kill.

## Persoonlijk
Knight huwde in 2001 voor de vierde keer. Ze heeft drie kinderen. In 1987 bekende zij dat ze een gokverslaving (baccarat) had en al eens $45.000 op één avond had verloren. In 1997 trad ze toe tot de Kerk van Jezus Christus van de Heiligen der Laatste Dagen.
- Bibsys: 4031887
- Biblioteca Nacional de España: XX988416
- Bibliothèque nationale de France: cb138960577 (data)
- Gemeinsame Normdatei: 120235250
- International Standard Name Identifier: 0000 0001 1450 5083
- Library of Congress Control Number: n82063180
- Nationale Bibliotheek van Letland: 000071540
- MusicBrainz: 68f644b2-42ed-4d11-8bc7-633d5250721b
- Nationale Bibliotheek van Tsjechië: xx0022158
- Nationale bibliotheek van Australië: 36209917
- Nationale en Universitaire bibliotheek Zagreb: 000068590
- Nederlandse Thesaurus van Auteursnamen: 072701196
- SNAC: w6qz3wnd
- Système universitaire de documentation: 080667996
- Trove: 1229772
- Virtual International Authority File: 85440830
- WorldCat: E39PBJmTmBCft4FMf9fmXYqG73